# Madeleine Briny
 (octobre 2016).
Si vous disposez d'ouvrages ou d'articles de référence ou si vous connaissez des sites web de qualité traitant du thème abordé ici, merci de compléter l'article en donnant les références utiles à sa vérifiabilité et en les liant à la section « Notes et références ».
Madeleine Sarah Britton dite Madeleine Briny, née le 15 septembre 1915 à Fontenay-sous-Bois et morte le 25 janvier 2007 à Tinténiac est une actrice française.

## Biographie
Très active dans le doublage de films, elle a notamment été la voix française de Nancy Kelly, Ginger Rogers ou Dorothy Lamour. Elle a même prêté sa voix à Marilyn Monroe en 1952.
Madeleine Briny a aussi parcouru l'Europe sur scène dans un duo comique avec son mari sous le nom de « Briny & Kergoff, les comédiens de la chanson ».

### Vie privée
Mariée en 1946 avec Roland Mazurié des Garennes dit Kergoff (1906-1967), lui-même comédien au Théâtre du Grand Guignol, ils s'orientent tous les deux vers des carrières individuelles. Ils fondent alors leur duo Briny & Kergoff.
En 1947, elle donne naissance à son unique fils, Patrick.
Après une longue carrière, elle deviendra antiquaire et s'adonnera à une autre de ses passions : la peinture.

## Filmographie

### Actrice
- 1935 : Bourrachon de Réné Guissart
- 1938 : Tamara la complaisante de Jean Delannoy et Félix Gandéra
- 1941 : Ne bougez plus de Pierre Caron : Suzy

### Actrice de doublage
- 1939 : June Duprez dans Les Quatre Plumes blanches de Zoltan Korda : Elise (en VO Ethne) Burroughs
- 1940 : Paulette Goddard dans Les Tuniques écarlates : Louvette Corbeau
- 1942 : To Be or Not to Be
- 1947 : Paulette Goddard dans Les Conquérants du Nouveau Monde : Abby Hale
- 1947 : Rita Hayworth dans Arènes sanglantes (1941) : Dona Sol des Muire
- 1947 : Gail Russell dans  L'Ange et le Mauvais Garçon
- 1947 : Maureen O'Sullivan  dans Tarzan à New-York : Jane
- 1943 : Nancy Kelly dans Le Mystère de Tarzan : Jane
- 1945 : Ginger Rogers dans Week-end au Waldorf : Irene Malvern
- 1946 : Ginny Simms dans Nuit et Jour : Carole Hill
- 1947 : Jane Greer dans Sinbad le marin : Pirouze
- 1949 : Randy Stuart dans Allez coucher ailleurs : le lieutenant Eloise Billings
- 1949 : Barbara Lawrence dans Chaînes conjugales : Georgina "Babe" Finney
- 1952 : Marilyn Monroe dans La Sarabande des pantins : une prostituée
- 1952 : Dorothy Lamour dans Sous le plus grand chapiteau du monde : Flossie (Phyllis en VO)
- 1956 : Laurie Nelson dans Le Trouillard du Farwest.

## Divers
Elle a posé pour le peintre André Utter et son portrait a été vendu aux enchères en 2014 pour 3 800 €.